# 山路町 (愛西市)
山路町（やまじちょう）は、愛知県愛西市にある地名。21の字がある。

## 地理
旧立田村域の南東部、愛西市南西部に位置する。

### 河川
- 鵜戸川
- 海部幹線水路

### 字一覧
（配列は五十音順・読みはyahoo地図より）
- 荒山（あらやま）
- 大割（おおわり）
- 上中地（かみなかじ）
- 上ノ割（かみのわり）
- 小割（こわり）
- 下中地（しもなかじ）
- 下ノ割（しものわり）
- 上井（じょうい）
- 頭倶前（ずぐまえ）
- 外山（そとやま）
- 中ノ割（なかのわり）
- 中村（なかむら）
- 西郷付（にしごうづけ）
- 西新田（にししんでん）
- 野方（のかた）
- 東荒山（ひがしあらやま）
- 東郷付（ひがしごうづけ）
- 東野方（ひがしのかた）
- 引橋（ひきばし）
- 南外山（みなみそとやま）
- 宮裏（みやうら）

## 歴史

### 沿革
- 江戸時代 - 尾張国海西郡の尾張藩領鵜多須代官所支配の山路村として成立する。
- 1873年（明治6年） - 村内に徳基学校設立。
- 1876年（明治9年） - 伊勢騒動が村内に波及した。
- 1878年（明治11年） - 鶉山午新田の南半分を編入。
- 1889年（明治22年） - 川治村の大字山路となる。
- 1899年（明治32年） - 木曽三川分流工事における佐屋川廃川による旧河川敷を開墾する。
- 1906年（明治39年） - 立田村の大字山路となる。
- 1907年（明治40年） - 川治学校が南部尋常小学校となる。
- 1911年（明治44年） - 南部尋常小学校に高等科併設。
- 2005年（平成17年）4月1日 - 愛西市成立に伴い、山路町となる。

## 世帯数と人口
2019年（令和元年）5月1日現在の世帯数と人口は以下の通りである。
| 町丁   | 世帯数  | 人口    |
| ------ | ------- | ------- |
| 山路町 | 411世帯 | 1,206人 |

### 人口の変遷
国勢調査による人口の推移
| 2005年（平成17年） | 1,295人 | [ 5 ] |  |
| 2010年（平成22年） | 1,229人 | [ 6 ] |  |
| 2015年（平成27年） | 1,177人 | [ 7 ] |  |

## 小・中学校の学区
市立小・中学校に通う場合、学区は以下の通りとなる。
| 番・番地等 | 小学校                 | 中学校             |
| ---------- | ---------------------- | ------------------ |
| 全域       | 愛西市立立田南部小学校 | 愛西市立立田中学校 |

## 交通

### バス
- 愛西市巡回バス（2020年4月1日現在）[9]

|    | 停留所名 | ルート |
| -- | -------- | ------ |
| 56 | 山路町   | 立田   |

### 道路
- 愛知県道・岐阜県道・三重県道125号佐屋多度線

## 施設
- 愛西市立立田南部小学校